# Nado sincronizado nos Jogos Olímpicos de Verão de 1988

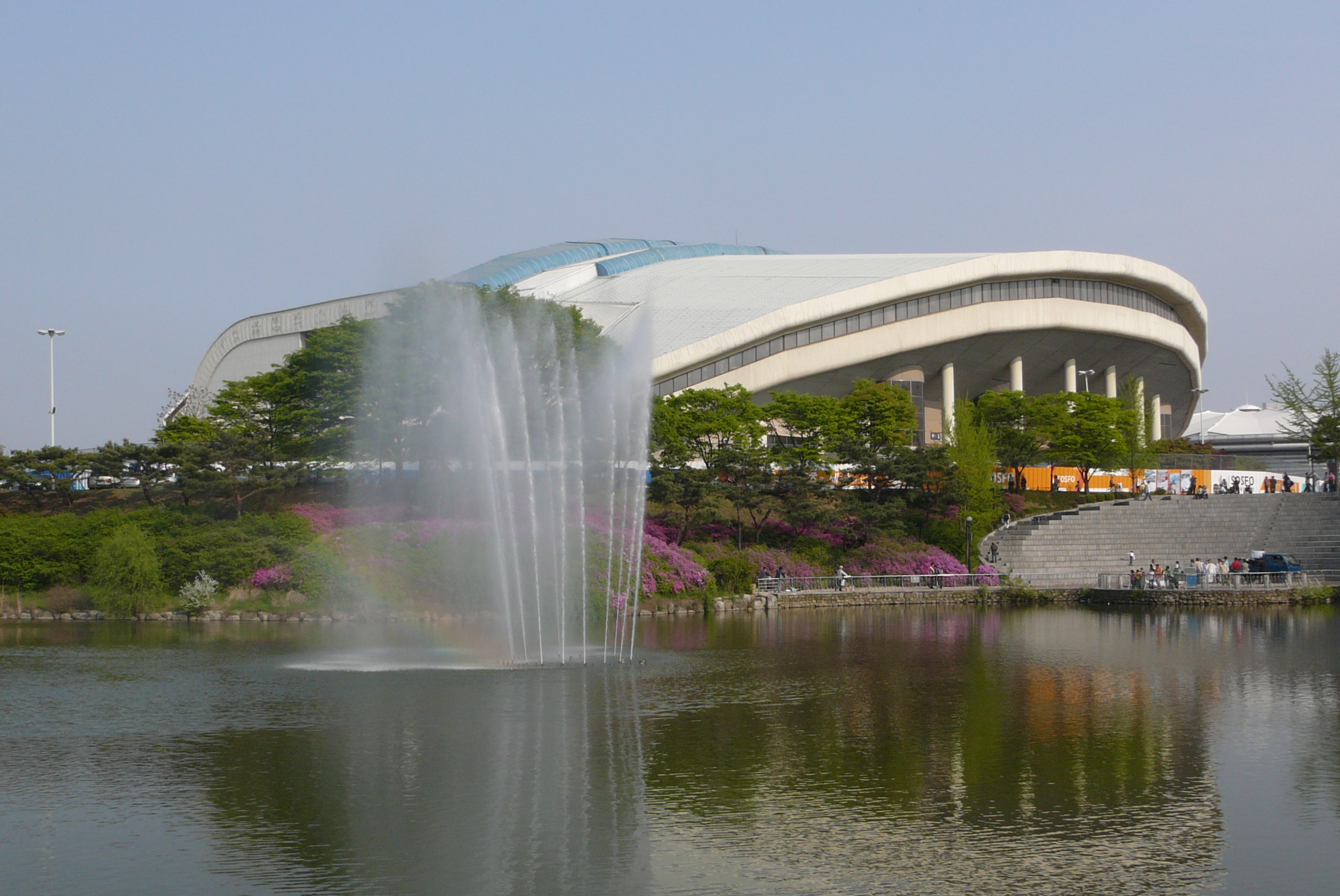
A competições ocorreram no Piscina do Parque Olímpico de Seul

O nado sincronizado nos Jogos Olímpicos de Verão de 1988 foi disputado em Seul, na Coreia do Sul, com dois eventos realizados
O nado sincronizado é um esporte olímpico praticado apenas por mulheres assim como a ginástica rítmica. A partir de Atlanta 1996 outro esporte restritamente feminino foi introduzido nos Jogos: o softbol.

## Solo
| Pos. | País           | Atletas       |
| ---- | -------------- | ------------- |
|      | Canadá         | Carolyn Waldo |
|      | Estados Unidos | Tracie Ruiz   |
|      | Japão          | Mikako Kotani |

## Dueto
| Pos. | País           | Atletas                         |
| ---- | -------------- | ------------------------------- |
|      | Canadá         | Michelle Cameron Carolyn Waldo  |
|      | Estados Unidos | Karen Josephson Sarah Josephson |
|      | Japão          | Mikako Kotani Miyako Tanaka     |

## Quadro de medalhas do nado sincronizado
| Pos. | País           | Ouro | Prata | Bronze | Total |
| 1    | Canadá         | 2    | 0     | 0      | 2     |
| 2    | Estados Unidos | 0    | 2     | 0      | 2     |
| 3    | Japão          | 0    | 0     | 2      | 2     |